# گاتندورف (اتریش)
گاتندورف  (به آلمانی: Gattendorf) یک منطقهٔ مسکونی در اتریش است که در ناحیه نویزیل آم زی واقع شده‌است. گاتندورف ۱٬۲۴۲ نفر جمعیت دارد.